# Liste der polnischen Botschafter in Österreich
Liste der polnischen Botschafter in Österreich.

## Missionschefs
1918: Aufnahme diplomatischer Beziehungen
- 1918–1918: Stefan Przeździecki
- 1918–1918: Ernest Habicht
- 1919–1919: Kazimierz Gałecki
- 1919–1921: Marceli Szarota, Gt
- 1921–1924: Zygmunt Lasocki
- 1924–1926: Józef Wierusz-Kowalski
- 1926–1931: Karol Bader
- 1931–1932: Juliusz Łukasiewicz
- 1933–1933: Michał Mościcki, Gt
- 1933–1934: Jan Gawroński, Gt
- 1934–1938: Jan Gawroński

1938 bis 1945: Unterbrechung der Beziehungen
- 1945–1946: Leszek Krzemień
- 1945–1948: Feliks Mantel
- 1948–1950: Stefan Kurowski
- 1950–1955: Benedykt Askanas, Gt
- 1955–1957: Antoni Bida
- 1957–1959: Idalia Juryś, Gt
- 1959–1964: Karol Kuryluk
- 1964–1969: Jerzy Roszak
- 1969–1973: Lesław Wojtyga
- 1973–1978: Ryszard Karski
- 1978–1980: Andrzej Jedynak
- 1980–1983: Franciszek Adamkiewicz
- 1983–1988: Marian Krzak
- 1988–1990: Stanisław Bejger
- 1990–1995: Władysław Bartoszewski
- 1995–2000: Jan Barcz
- 2000–2004: Irena Lipowicz
- 2004–2007: Marek Jędrys
- 2007–2008: Adam Hałaciński, Gt
- 2008–2013: Jerzy Margański
- 2013–2017: Artur Lorkowski[1]
- 2017–2022: Jolanta Róża Kozłowska[2]
- 2022–2023: Alicja Guszkowska, Gt
- 2023–2024: Janusz Styczek, Gt[3]
- seit 2024: Zenon Kosiniak-Kamysz, Gt